# Rengse
Die Rengse ist ein 5,6 km langer, linker Nebenfluss der Agger in Nordrhein-Westfalen, Deutschland. Sie durchfließt den Oberbergischen Kreis.

## Geographie
Die Rengse entspringt am Südhang der Homert im Oberbergischen Kreis auf 457 m ü. NHN, nordöstlich der zu Gummersbach gehörenden Ortschaft Oberrengse. Sie fließt in südwestlicher Richtung an Oberrengse, Hardt, Wörde und Niederrengse vorbei und speist als kleinster der drei Zuläufe auf 284 m ü. NHN den Ostausläufer oder Rengsearm der Aggertalsperre. Auf ihrem 5,6 km langen Weg von der Quelle bis zur Mündung ist sie 173 Höhenmeter gefallen, was einem Sohlgefälle von 30,7 ‰ entspricht. 
Vor Errichtung der Aggertalsperre mündete die Rengse zwischen Bruchberg und Hackenberg linksseitig in die Agger. Ihre Länge betrug etwa 7 km.

## Einzugsgebiet und Zuflüsse
Das 7,5 km² große Einzugsgebiet wird über Agger, Sieg und Rhein zur Nordsee entwässert.
| Stat. in km | Name       | GKZ          | Lage   | Länge in km | EZG in km² | Mündung Koordinaten      | Mündungshöhe in m ü. NHN |
| ----------- | ---------- | ------------ | ------ | ----------- | ---------- | ------------------------ | ------------------------ |
| 003,40      | Deitenbach | 272815172-2  | links0 | 001,2940    | ?          | ⊙ hinter Wörde           | 35300000                 |
| 002,60      | N. N.      | 272815172-4  | links0 | 001,9000    | ?          | ⊙ Niederrengse           | 33300000                 |
| 001,90      | Sühlemicke | 272815172-74 | rechts | 001,0330    | ?          | ⊙ vor der Aggertalsperre | 29700000                 |
| 000,20      | Bermicke   | 272815172-8  | rechts | 001,2340    | ?          | ⊙ in der Aggertalsperre  | 28400000                 |

Anmerkungen zur Tabelle
1. ↑  Gewässerkennzahl, in Deutschland die amtliche Fließgewässerkennziffer mit zur besseren Lesbarkeit eingefügtem Trenner hinter dem Präfix, das einheitlich für den allen gemeinsamen Vorfluter Rengse steht.
2. ↑  auch Rosenthalsiefen